# Pella (Griekse gemeente)
Pella (Grieks: Πέλλα) is sedert 2011 een fusiegemeente (dimos) in de bestuurlijke regio (periferia) Centraal-Macedonië.
De vijf deelgemeenten (dimotiki enotita) van de fusiegemeente zijn:
- Giannitsa (Γιαννιτσά)
- Krya Vrysi (Κρύα Βρύση)
- Kyrros (Κύρρος)
- Megas Alexandros (Μέγας Αλέξανδρος)
- (Oud-)Pella (Πέλλα)